# Rutilotrixa lateralis
Rutilotrixa lateralis là một loài ruồi trong họ Tachinidae.